# Sokal
Sokal (ukrainsk: Сокаль)  er en by beliggende ved floden  Vestlige Bug i Tjervonohrad rajon, Lviv oblast i det vestlige Ukraine. Den er hjemsted for administrationen af Sokal urban hromada, en af hromadaerne i Ukraine. I 2021 havde byen  20.659 indbyggere.

## Historie
Den første skriftlige omtale af Sokal stammer fra 1377. I 1424 fik den Magdeburgrettigheder af Siemowit 4. hertug af Masovien, og i 1462 blev byen en del af Belz Vojvodskab. Den 2. august 1519, efter nederlaget til en polsk-litauisk hær  af Krimtatarer, blev byen raseret af angriberne. Mikolaj Sep-Szarzynski dedikerede senere et af sine digte til dette slag.
Byen forblev en del af Polen indtil første deling af Polen, hvor den blev annekteret af Habsburgske kejserrige, som en del af Galicien. Den var hovedstad i Sokal-distriktet, et af de 78 Bezirkshauptmannschaften i provinsen (kronlandet) Østrigsk Galicien i 1900. Efter Første Verdenskrig var besiddelsen af denne provins omstridt mellem Polen og Sovjetrusland, indtil Freden i Riga i 1921, som tildelte Østgalicien til Polen. I Den anden polske republik var Sokal hovedsæde for et amt i Lwow Vojvodskab.
Sokal var på polsk territorium indtil den  tyske invasion af Polen i september 1939.

## Galleri
- Klostret Bernardine
- Sankt Nicholas kirke
- Katedralen for  Apostlene Peter og Paulus
- Romersk Katolsk kirke
- Ærkeenglen Mikaels kirke
- Gymnasium
- Skattekontoret i Sokal
- Rådhus
- Bryhitok-klostrets befæstede mure,